# Nannophlebia injibandi
Nannophlebia injibandi – gatunek ważki z rodziny ważkowatych (Libellulidae).